# 阿部彩 (アナウンサー)
阿部 彩（あべ あや）は、NHK秋田放送局のキャスター。

## 来歴
秋田県秋田市出身。
2018年にNHK函館放送局に入局。退局後は、フリーアナウンサーとして活動。
2021年から2年間、あきた観光レディーとして活動。2022年に秋田放送局へ。

## 出演番組
- ニュースこまち（2022年4月[要出典] - ）[4]